# Autoindex
Unter Autoindex versteht man ein gedrucktes Verzeichnis oder eine Suchmaschine der Schweizer Zulassungs- bzw. Strassenverkehrsbehörden.
Seit dem 1. November 2005 wird zusätzlich zu den früheren Büchern oder zur gebührenpflichtigen Abfragemöglichkeit über den Postweg (und teils per Telefon) von Autohaltern nach deren Kontrollschildern auch der Weg der direkten, automatisierten Abfrage über das Internet angeboten.
Die Einführung rief teils datenschutzrechtliche Bedenken hervor, so dass man sich in manchen Kantonen für diesen Dienst erst registrieren muss. Weiterhin sind regionale Einschränkungen beim Abrufen implementiert, zum Beispiel die Begrenzung von 3 bzw. 5 Abrufe je Kalendertag. Seit Februar 2011 verlangen Appenzell, Glarus, Graubünden, St. Gallen, Solothurn und Thurgau CHF 1 pro Abfrage.